# Takeo (Saga)
Takeo (武雄市 Takeo-shi?) es una ciudad en la prefectura de Saga, Japón, localizada en la parte noroeste de la isla de Kyūshū. El 1 de marzo de 2021 tenía una población estimada de 47 681 habitantes y una densidad de población de 244 personas por km².

## Geografía
Takeo se encuentra en la parte occidental de la prefectura de Saga, aproximadamente 28 km al oeste de la ciudad de Saga y a 30 km al este de Sasebo. Takeo tiene una topografía compleja que incluye montañas, cuencas montañosas y llanuras ribereñas.

## Historia
El pueblo de Takeo fue creado el 1 de abril de 1889 dentro del distrito de Kishima. El 1 de abril de 1954 se fusionó con las villas de Asahi, Takeuchi, Tachibana, Higashi-Kawanobori, Nishi-Kawanobori y Wakagi para formar la ciudad de Takeo. El 1 de marzo de 2006 los pueblos de Kitagata y Yamauchi se incorporaron a la ciudad de Takeo.

## Demografía
Según los datos del censo japonés, la población de Takeo ha disminuido lentamente en los últimos 30 años.
| Gráfica de evolución demográfica de Takeo entre 1960 y 2015 |
|                                                             |
| Oficina de Estadísticas de Japón                            |